# Fuscidea texana
Fuscidea texana är en lavart som beskrevs av Fryday. Fuscidea texana ingår i släktet Fuscidea och familjen Fuscideaceae.   Inga underarter finns listade i Catalogue of Life.